# Porto Viro
Porto Viro est une commune de la province de Rovigo dans la région de la Vénétie en Italie du Nord.
Porto Viro dont l'existence officielle date de 1995, est créée par l'unification de deux communes préexistantes Contarina et Donada. Porto Viro prend le toponyme de l'emplacement du taglio del Po (1559-1604) qui se déroulait à l’embouchure du Gaurus, un des nombreux canaux de la région.

## Géographie
La commune de Porto Viro se trouve dans le delta du fleuve Pô et est enfermée entre le bras principal du Pô de Venise, le Pô de Maistra, un bras du Pô di Levante et la Mer Adriatique.
Le territoire de la commune se compose de nombreux terrains dont la fertilité est due à leur origine alluvionnaire, de vallées palustres, des lagunes et des formations appelées scanni. Les scanni sont des petites îles sablonneuses créées par le dépôt des alluvions du fleuve (aussi appelées lais en français ou barene, terme italien spécifique à la lagune de Venise).

## Histoire
Les premières implantations paléo-vénètes remontent à -1000. Dans la zone d'influence de la cité d'Adria, Porto Viro passe successivement sous la domination des Étrusques, des Grecs et des Romains. Ceux-ci font passer à Porto Viro la Via Annia.
Au Moyen Âge, toujours sous le contrôle de l’archevêché d’Adria, la zone de Porto Viro, appelée Ostium Carbonaire, subit un profond bouleversement dû à la rupture des digues du Pô.
À cette même période, la république de Venise prend le contrôle du territoire de Porto Viro  et le place sous l’autorité du château de Loreo. Deux nobles vénitiens, Donà et Contarini, font construire leurs domaines à partir desquels se développent les bourgs de Contarina et Donada.
Au début de 1600, Venise commence les travaux pour éviter le comblement de la lagune de Venise. Les deux agglomérations, Contarina et Donada, connaissent un essor important et l'archevêque d’Adria les rend autonomes : Contarina en 1665, Donada en 1680.
Les Habsbourgs favorisent l’assainissement des marais et la fabrication de briques. L'abondante présence de limons argileux et de zones boisées caractérise encore aujourd'hui la basse Polésine.
En 1928, les deux agglomérations sont unifiées. La nouvelle entité un essor rapide. En 1937, probablement sous la pression d’Adria, inquiète de son développement, la ville est de nouveau divisée en deux par décret royal.
Le 1er juin 1995, Porto Viro est créée par la fusion des ex-communes de Donada et de Contarina.

## Évènements
La dernière tragédie subie par Porto Viro est la terrible inondation de 1951 qui submerge la Polésine après la rupture des digues du Pô et qui entraîne une émigration massive. De plus, à la même époque, la campagne d’extraction de méthane provoque un tel affaissement des sols que la sécurité de la zone contre les inondations n'est plus assurée : l'extraction du méthane est arrêtée.

## Taglio di Porto Viro
Ce détournement du bras principal du fleuve Pô au début du XVIIe siècle, réalisé sous le prétexte de sauver la lagune de Venise d’un ensablement, avait des raisons plutôt politiques et économiques, vitales pour la république de Venise.

### Situation géopolitique de l’époque
En ces fins de XVIe siècle, l’Italie, non encore unifiée, était divisée en plusieurs états ou provinces enclins aux guerres intestines entre les seigneurs régionaux, les États de Lombardie, la république de Venise et l’état papale dont faisait partie l’État de Ferrare. Ces deux derniers états étaient séparés par le fleuve Pô et, plus précisément par le bras nord du Pô nommé « canale Bianco » (selon une carte de 1568) qui passait à Adria et débouchait en Adriatique, non loin de l’estuaire de l’Adige, au sud de la lagune de Venise.

### Situation économique
Le déplacement du commerce maritime des ports de la Méditerranée vers ceux de l’Atlantique, dut à la découverte des Amériques et le développement du marché des épices d’Orient par le contournement de l’Afrique par le cap de Bonne-Espérance ; favorisèrent les pays d’Europe qui bordent l’Atlantique au détriment de Venise et des ports de Méditerranée.
De plus Venise était partie prenante dans les conflits des pays d’occident contre l’Empire ottoman qui la concurrençait sur les comptoirs commerciaux du Levant.
Le XVIe siècle marquera le début de déclin du commerce maritime de Venise. Voir Partie Histoire de la république de Venise.

### Nouvel enjeu économique
Venise, dont l’économie maritime déclinait, voyait mal l’essor du commerce fluvial des ports de l’État de Ferrare et particulièrement celui de Goro qui desservait la Lombardie. De plus, les vénitiens craignaient la militarisation du port de Goro, fidèle à l’État pontifical de Clément VIII et à Ferrare. Malgré les rapports sur l’hydrographie que l’architecte Giovan Battista Aleotti (1546-1636) fit au pape en août 1599 et en mars 1600 au duc de Modène ; sur conséquence d’un détournement des eaux du Pô dans la poche de Goro : « …un ensablement du port de Goro obligerait le commerce fluvial sur la Lombardie à passer par la Vénétie et donc de lui payer les 13 % de droit… ».
Le manque de document relatif à cet épisode et du rapport entre Rome et Venise, ne permet que de spéculer sur l’attitude du pape qui, par sa réponse du 15 avril 1600 au Légat de Ferrare, laisse penser que, pour « raisons d’Etat » et en ces temps difficiles, il ne faut pas trop se préoccuper de cette menace qui pèse sur cette « lointaine frontière sur le Pô ».

### Conséquences
Achevé le 19 septembre 1604, le « Taglio di Porto Viro » eut de multiples conséquences environnementales plus ou moins heureuses selon les périodes :
- Selon un rapport du cartographe de Ferrare, Alberto Penna en 1660, le « Taglio » n’a pas seulement provoqué l’ensablement de la poche de Goro mais, aussi de son port ainsi que ceux de Albate et Volano. Auquel il faut ajouter les dommages apportés au réseau d’assainissement de 35 000 ha de terrains bonifiés trente années plus tôt.
- Selon l'ingénieur Mario Giandotti (études sur l'hydrographie des bassins[3]), en 240 années le Pô de Goro s'est avancé de 20 km et le Po di Tolle de 23 km, ce qui représente une avancée mini des terres de 83 mètres/an.

Terres qui subirent de nouveau les crues du Pô et les marées de l’Adriatique jusqu’en fin du XIXe siècle quand les travaux d’assainissement reprirent.
- Aujourd’hui, et grâce aux travaux d’assainissement par les différents « Consortium de bonification », cette immense zone transformée en un immense jardin est considérée comme une des plus fertiles du Monde et d’un grand intérêt pour le tourisme-nature.
- Avec la loi régionale n.36 du 8 septembre 1997, la Vénétie a institué le “Parc régional du Delta du Pô (Vénétie)”, un milieu ambiant unique, où la vie du fleuve prend toute sa splendeur : la flore et la faune des zones de pêche et des rives resteront intacts.

## Art et culture
- Musée de la Corte di Ca' Cappello[4]
- Musée des Abeilles (Api)[5]

## Administration
| Période                                  | Période  | Identité        | Étiquette | Qualité |
| ---------------------------------------- | -------- | --------------- | --------- | ------- |
| 08/06/2009                               | En cours | Geremia Gennari | PDL       | Maire   |
| Les données manquantes sont à compléter. |          |                 |           |         |

### Hameaux
Contarina, Donada, Taglio di Porto Viro, Scalon, Portesin, Fornaci, Ca' Cappello, Porto Levante, Mea, Ca' Cappellino, Villaregia, Ca' Pisani

### Communes limitrophes
Loreo, Porto Tolle, Rosolina, Taglio di Po

### Personnalités
- Mirko Crepaldi (1972-2019), ancien coureur cycliste italien y est né.